# Sylvain Sylvain
Sylvain Mizrahi (14 de fevereiro de 1951 - 13 de janeiro de 2021) foi um guitarrista conhecido como membro da banda de rock New York Dolls.

## Início da vida
Sylvain Sylvain ou simplesmente Syl Sylvain, nasceu na cidade de Cairo no Egito em uma família judia, com um irmão e uma irmã, Leon e Brigitte. Ele foi criado na cidade de Nova Iorque, para onde sua família se mudou depois de ter morado em Lafayette Avenue, Buffalo. Antes de entrar para os New York Dolls, Sylvain tinha uma empresa de roupas chamada "Truth and Soul" com Billy Murcia.

## Carreira
Antes de entrar para os New York Dolls em 1971, Sylvain era membro da banda Actress, que tinha como membros Arthur Kane, Johnny Thunders e Billy Murcia. Ele tocou guitarra base para os Dolls desde 1971 até o encerramento da banda por volta de 1977. Sylvain e o cantor David Johansen foram os últimos membros remanescentes da banda. Depois que os Dolls terminaram, ele tocava frequentemente com Johansen que estava fazendo carreira solo. Ele começou sua própria banda The Criminals, com outro ex-Doll, Tony Machine, e continuou tocando na cena de clubes de Nova Iorque. Assinou um contrato para gravação solo com a RCA, e lançou um álbum com Lee Cristal (baterista da banda Blackhearts de Joan Jett) e Johnny Rao (guitarrista).
Sylvain se mudou para Los Angeles no começo dos anos 90 e gravou um disco, Sleep Baby Doll pela Fishead Records, seus companheiros de banda nessa gravação foram: Brian Keats (bateria), John Carlucci (baixo) e Olivier LeBaron (guitarra solo), com aparição dos convidados Frank Infante do Blondie e Derwood Andrews da Generation X. Essa gravação foi relançada como New York's Au Go Go. Em 2004 ele se reuniu com os membros ainda vivos do New York Dolls e com Steve Conte, Brian Koonin e Brian Delaney para turnê e lançamento dos discos One Day It Will Please Us To Remember Even This (2006) e Cause I Sez So (2009).
Em 18 de março de 2010 em Austin, Texas com Cheetah Chrome dos Dead Boys criaram uma nova banda, The Batusis. Gravou o EP pela Smog Veil Records.

## Morte
Após morar em Atlanta por vários anos, Sylvain mudou-se para Nashville em 2015.
Em abril de 2019, anunciou estar com câncer. Ele criou uma campanha no GoFundMe para arcar os custos de seu tratamento. Morreu em 13 de janeiro de 2021, aos 69 anos, devido à doença.

## Discografia

### com New York Dolls
- New York Dolls (1973, Mercury Records)
- Too Much Too Soon (1974, Mercury Records)
- One Day It Will Please Us to Remember Even This (2006, Roadrunner Records)
- Cause I Sez So (2009, Atco Records)
- Tokyo Dolls Live (creditado à David e Sylvain) - um álbum ao vivo do New York Dolls com a formação: Johansen, Sylvain, Peter Jordan, Chris Robison, Tony Machine.

French Fan Club/New Rose. 
- Red Patent Leather - álbum ao vivo da era Mclaren do New York Dolls produzido por Sylvain, com o empresário original Marty Thau creditado como produtor executivo.

### como Sylvain Sylvain
- Sylvain Sylvain (1979, RCA Records)

### com Syl Sylvain and the Teardrops
- Syl Sylvain and the Teardrops (1981, RCA Records)

### com Sylvian Sylvian & The Criminal$
- Bowery Butterflies (2000)
- '78 Criminals (Fr. Fan Club) (1985)

### como produtor
- River City Rebels
- Hate To Be Loved (2004, Victory Records)

### com She Wolves
- "Sheena Is a Punk Rocker" (single, 2007, Poptown Records)